# 여안초등학교
여안초등학교는 대한민국 전라남도 여수시에 있었던 공립 초등학교이다.

## 학교 연혁
- 1922년 11월 3일 안도사립보통학교 인가
- 1942년 5월 11일 여안공립보통학교 개교
- 1949년 4월 1일 여안국민학교로 개칭
- 1984년 3월 12일 병설유치원 1학급 편성
- 1996년 3월 1일 여안초등학교로 개칭
- 2022년 2월 28일 폐교 및 여남초등학교로 통합[1]

## 참고 자료
- 여안초등학교 - 한국교육학술정보원 학교알리미